# Delaware State University
Delaware State University, voorheen Delaware State College, is een Amerikaanse universiteit. De afgelopen 115 jaren is zij uitgegroeid tot een uitgebreid universitair complex met een hoofdcampus en twee nevenvestigingen.

## Schietpartij
In de ochtend van 21 september 2007 werden er twee studenten neergeschoten nabij Memorial Hall. Een mannelijke student werd naar het ziekenhuis overgebracht in een stabiele situatie en een vrouwelijke student werd ook naar het ziekenhuis overgebracht met verwondingen die als ernstig werden beschouwd. Op dezelfde dag werd iemand aangehouden.